# Micaria violens
Micaria violens är en spindelart som beskrevs av Tatyana I. Oliger 1983. Micaria violens ingår i släktet Micaria och familjen plattbuksspindlar. Inga underarter finns listade i Catalogue of Life.